# Achilles i żółw
Achilles i żółw (jap. アキレスと亀 Akiresu to kame) – japoński film tragikomiczny z 2008 roku w reżyserii i według scenariusza Takeshiego Kitano. Zdjęcia kręcono w Tokio.
Obraz stanowi ostatnią część surrealistycznej, autobiograficznej trylogii Kitano, w skład której wchodzą także dwa jego poprzednie filmy: Takeshis’ oraz Niech żyje reżyser!.
Tytuł filmu pochodzi od jednego z paradoksów sformułowanych przez Zenona z Elei, który objaśniony jest w otwierającym film, animowanym prologu.

## Fabuła
Film opowiada o życiu Machisu, który od dziecka chciał być malarzem, choć nie miał do tego talentu. Poświęcił dla sztuki absolutnie wszystko, zaniedbywał pracę, rodzinę, rzucił na szalę nawet małżeństwo z kochającą go żoną, która jako jedyna naprawdę go rozumiała. Mimo tych wyrzeczeń i coraz bardziej groteskowych prób odnalezienia własnego, niepowtarzalnego stylu, Machisu pozostał niedoceniony.

## Obsada
- Beat Takeshi jako stary Machisu
- Yūrei Yanagi jako młody Machisu
- Reikō Yoshioka jako Machisu - dziecko
- Kanako Higuchi jako Sachiko
- Kumiko Asō jako młoda Sachiko
- Mariko Tsutsui jako macocha Machisu
- Akira Nakao jako ojciec Machisu
- Ren Ōsugi jako wujek Machisu
- Aya Enjōji jako ciocia Machisu
- Eri Tokunaga jako córka Machisu

## Premiera
Światowa prapremiera filmu odbyła się 28 sierpnia 2008 roku, podczas festiwalu filmowego w Wenecji, gdzie znalazł się w selekcji oficjalnej i otrzymał nagrodę krytyków. Do japońskich kin wszedł 20 września 2008. W Polsce po raz pierwszy został oficjalnie pokazany 7 sierpnia 2009, podczas Festiwalu Dwa Brzegi w Kazimierzu Dolnym i Janowcu nad Wisłą. W 2010 miała miejsce polska prapremiera telewizyjna, na antenie telewizji Cinemax.